# ماری هوریهان
ماری هوریهان (انگلیسی: Marie Hourihan؛ زادهٔ ۱۰ مارس ۱۹۸۸) بازیکن فوتبال اهل جمهوری ایرلند است.
از باشگاه‌هایی که در آن بازی کرده‌است می‌توان به باشگاه فوتبال لستر سیتی اشاره کرد.
وی همچنین در تیم‌های ملی فوتبال England women's national under-23 football team و زنان جمهوری ایرلند بازی کرده‌است.